# Sant Pau de Mont
Sant Pau de Mont, o també Sant Llorenç de Mont, és una església amb elements romànics i barrocs del poble de Mont al municipi de Vielha e Mijaran (Vall d'Aran) inclosa a l'Inventari del Patrimoni Arquitectònic de Catalunya.

## Descripció
És una església originàriament romànica que actualment presenta nombrosos afegits; aquests remodelatges afecten sobre tot la supressió de l'absis semicircular, l'afegiment de capelles (segle xviii), construcció d'una nova portalada (segle xviii), porxada del mur de migdia, etc. Tot i així, encara es pot observar l'entrada romànica original que actualment roman tapiada; es tractava d'un portal d'arcada de mig punt i dovellada. L'entrada actual correspon a l'any 1721, tal com resa la llinda de la porta. Presenta capelles afegides a Nord i a Sud (segle xviii), i té campanar, de construcció recent, adossat a l'extrem W.